# Leoncio Evita Enoy
Leoncio Evita Enoy (Udubuandolo, 8 d'agost de 1929 - Bata, desembre 1996) era un escriptor i intel·lectual de Guinea Equatorial
Estudià en un col·legi de San Carlos i dibuix per correu. Va treballar com a professor de l'Escuela de Artes y Oficios de Bata i col·laborador de la revista literària Poto-Poto.

## Obra
- "Cuando los combes luchaban", 1953, considerada la primera de Guinea Equatorial[1][2]
- "Alonguegue (No me salvaré)
- 'El guiso de Biyé"